# Parque Nacional André Felix
O Parque Nacional André Felix é um parque nacional localizado na República Centro-Africana, contíguo ao Parque Nacional Radom no Sudão. Foi fundado em 1960 e a sua área é de 951 km 2.
O parque consiste numa planície e numa floresta razoavelmente aberta na metade norte, com um sector sul elevado e densamente arborizado.
É o lar de uma savana de floresta de selva que inclui espécies como Bambusa, Isoberlinia e Terminalia.